# Mytisjtji

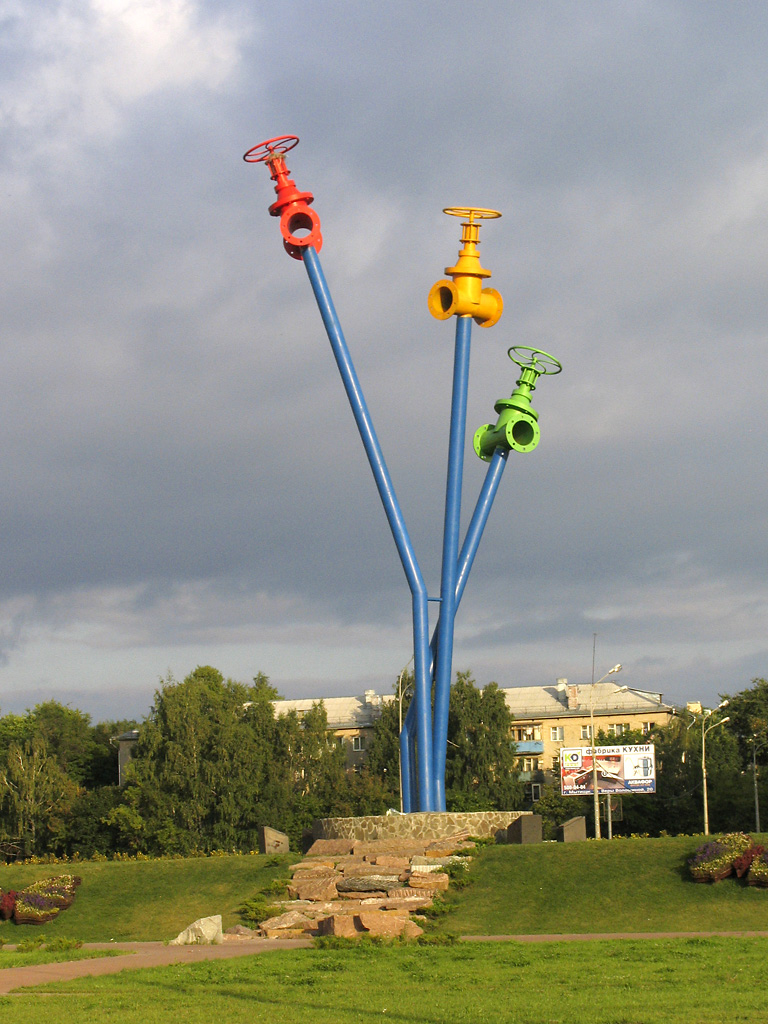
Monument i Mytisjtji över den första ryska vattenledningen.

Mytisjtji (ryska: Мыти́щи) är en stad i Ryssland och en av de största i Moskva oblast. Staden ligger vid floden Jauza, strax nordost om Moskva. Den hade 187 119 invånare i början av 2015.

## Sport
I staden spelades, liksom i Moskva, matcher under VM i ishockey 2007.